# بحيرة 16 تشرين
بحيرة 16 تشرين أو البحيرات السبع أو بحيرة مشقيتا أو بحيرة البهلولية هي بحيرة صناعية متشعبة أقيمت بعد إنشاء سد 16 تشرين على نهر الكبير الشمالي في سوريا بمحافظة اللاذقية، وهي تُعَدّ ثالث أكبر بحيرة في سوريا.

## الجغرافيا والبيئة
تقع البحيرة في قرية البهلولية قرب مشقيتا على مسافة 30 كيلومتراً من مدينة اللاذقية. حازت البحيرة اسمها بسبب تشعُّبها الكبير، حيث تبدو من الأعلى وكأنها مقسومة سبعة أجزاء بالجزر والجبال والحواجز الطبيعية الأخرى. تحيط بشواطئ البحيرة بعض الجبال المكسوة بالأشجار والأحراش، كما تقع في وسطها جزر صغيرة ذات تراب أحمر تغطّيها أشجار الصنوبر والسنديان، وتنتشر على ضفافها الأحراش والأشجار. وهي تقع في منطقة شبه جبلية، تمتد بين سهل الساحل السوري وجبال العلويين، وتنتشر فيها غابات من الصنوبر والسنديان، وتكثر فيها معدلات هطول الأمطار بحوالي 1,100 ملليمتر سنوياً وفيها تنوع مناخي وحيوي عال. وهي تقع في  والبحيرة بعيدةٌ عن التلوث لعدم قربها من المناطق السكنية. تتراوح درجة حرارة البحيرة على مدار السنة من 11 إلى 25.8 درجة مئوية، وحموضتها من 7.32 إلى 8.28.
تم في منتصف عام 2011 تنفيذ مشروع لإعادة توازن الحياة السمكية إلى البحيرة، بعد أن تقلَّصت أعداد الأسماك فيها إلى حد كبيرٍ نتيجة الصيد الجائر على مدى سنوات طويلة. حيث تألَّفت خطة المشروع من ثلاثة مراحل: الأولى إطلاق 1,200 سمكة شبوط بالغة، والثانية زراعة 25,000 إصبعية شبوط وزن كل منها 20 غراماً، والثالثة إطلاق مليون يرقة بالبحيرة.

## السياحة
تعد البحيرة مقصداً سياحياً شائعاً، حيث توجد فيها 3 فنادق وعدة شقق مفروشة ومطاعم مطلَّة على الماء، ويؤخذ السياح بجولاتٍ بالزوارق في أنحاء البحيرة، ويتوافر عندها مرشدون سياحيون باللغتين العربية والإنكليزية. كما أنها مقصد للتنزه والتخييم والسباح وصيد السمك للسكان المحليّين في المنطقة. عرضت شركة كويتية في عام 2006 الاستثمار بمشاريع سياحية في بحيرة 16 تشرين، كجزءٍ من خطة سوريا للانفتاح الاقتصادي وعولمة الاقتصاد. كما قد الجمعية السورية للاستكشاف والتوثيق (أنا السوري) مخيماً لمدَّة أسبوع على الضفة الشمالية للبحيرة في شهر أيول عام 2010، تحت شعار «إذا النسور حلقت في السماء يوماً فمقصدها الشمس».
تقع بالقرب من البحيرات السبع عدة قرى ومصايف سورية، منها: قسمين، والكنيسات، ورويسة قسمين، والخابورية، وتنتشر زراعة الحمضيات والكروم في المنطقة، وبها عدد من المقاصف والاستراحات التي تطل على البحيرات وتعد من المناطق السياحية كثيرة الارتياد.